# 如来蔵経
『如来蔵経』（にょらいぞうきょう、梵: Tathāgatagarbha Sūtra, タターガタガルバ・スートラ）は、大乗仏教の経典の一つ。『勝鬘経』、『涅槃経』などと共に、中期大乗仏教を特徴付ける如来蔵思想を説く代表的な経典。
原題は、「タターガタ」（tathāgata）が「如来」、「ガルバ」（garbha）が「蔵」、「スートラ」（sūtra）が「経」であり、総じて「如来を内部に宿すもの（如来蔵）についての経典」という意味になる。
成立は、龍樹よりのちの、3世紀中ごろと推定されている。

## 翻訳
漢訳は4訳あったと言われているが、現在は2訳のみ残っており、チベット訳が1訳残っている。
- 東晋 仏陀跋陀羅訳 （大正蔵経集部No.666 vol.16）
- 唐 不空訳 （大正蔵経集部No.667 vol.16）

- チベット訳 Hphags pa de bshin gzegs paHi sJiN poHi mdo shes bya ba theg pa chen poHi mdo 北京版 No.924 (東北目録 No.258)